# 미국 상원
미국 상원(영어: United States Senate)은 미국 의회의 상원이다.
미국 부통령이 상원의장을 겸한다. 각 주당 2명의 상원의원이 선출되어 100명의 상원의원으로 구성되어 있다. 임기는 6년이며, 2년마다 50개주 중 1/3씩 상원의원을 새로 선출하여 연방에 보낸다.
미국 상원은 미국 하원과는 다르게 미국 대통령을 수반으로 하는 미국 연방 행정부에게 긍정을 하는 곳이다. 하원이 세금과 경제에 대한 권한, 대통령을 포함한 대다수의 공무원을 파면할 수 있는 권한을 갖고 있으며 국민을 표상하는 관상이며 상원은 미국 주를 대표한다. 즉 캘리포니아, 또는 텍사스와 같이 주의 정부와 의회의 대표 자격으로 있는다. 그러니까 군대파병, 관료 임명 동의, 외국 조약에 대한 승인 등 신속을 요하는 권한은 모두 상원에게만 있다. 그리고 하원에 대한 견제 역할(하원의 법안을 거부할 권한 등)을 담당한다.

## 미국 헌법
미국 헌법은 헌법제정회의에서 제정되었다. 이 회의를 주도한 인물은 제임스 매디슨(제4대 대통령)과 그의 동료 알렉산더 해밀턴이었다. 미국 헌법은 제임스 매디슨의 생각이 구체화된 것이라고 해도 지나치지 않다. 제임스 매디슨은 미국 상원을 국민의 대표로 보았으나, 알렉산더 해밀턴은 미국 상원을 국민의 대표가 아니라, 귀족의 대표라고 보았다.

## 의석
| 소속 | 소속   | 구성원 | 비고                   |
| ---- | ------ | ------ | ---------------------- |
|      | 민주당 | 45     |                        |
|      | 공화당 | 53     |                        |
|      | 무소속 | 2      | 민주당과 연대하여 활동 |
| 합계 | 합계   | 100    |                        |

## 같이 보기
- 미국 연방 정부
  - 입법부
    - 미국 의회
      - 미국 상원
      - 미국 하원

  - 행정부
    - 미국 연방 행정각부
    - 미국의 대통령 고문단
    - 미국의 대통령
    - 미국의 독립기관

  - 사법부
    - 미국 연방 대법원
    - 미국 연방 법원
    - 미국 연방 항소법원
    - 미국 지방법원